# بيلي موراي (ممثل)
بيلي موري (بالإنجليزية: Billy Murray)‏ هو ممثل بريطاني، ولد في 6 أكتوبر 1941 في المملكة المتحدة. من الجوائز التي نالها The British Soap Awards ‏.

## أعمال

### مسلسلات
- ذا بيل

## جوائز
- The British Soap Awards [الإنجليزية]‏

## وصلات خارجية
- بيلي موري على موقع IMDb (الإنجليزية)
- بيلي موري على موقع قاعدة بيانات الفيلم (الإنجليزية)